# قوجور سفلي
قوجور سفلي (بالفارسية: قوجور سفلی) هي مستوطنة تقع في قسم تشاراويماق المركزي في إيران. يقدر عدد سكانها بـ 51 نسمة .